# Opération Prairie Fire
Guerre froide
L'opération Prairie Fire, également connue sous le nom d'action du golfe de Syrte de 1986, est une opération militaire de la marine américaine impliquant le déploiement de groupes de porte-avions en mars 1986 dans le golfe contesté de Syrte en mer Méditerranée.
La Libye revendiqua l'emprise territoriale de l'ensemble du golfe au 32° 30' N, avec une zone de pêche exclusive de 62 milles marins (115 km). Le dirigeant libyen Mouammar Kadhafi l’affirma en 1973, surnommant la zone « la ligne de la mort ». Les États-Unis revendiquèrent leurs droits de mener des opérations navales dans les eaux internationales, une limite territoriale standard fixée à 12 milles marins (22 km) à partir des côtes d'un pays.
Cet engagement fait suite à l’incident du Golfe de Syrte en 1981 et en précédera un autre en 1989.

## Contexte
Les tensions entre les États-Unis et la Libye se sont exacerbées après le détournement du vol TWA 847 le 14 juin 1985 et les attentats des aéroports de Rome et de Vienne le 27 décembre de la même année. Selon les États-Unis, le dirigeant libyen est impliqué dans ces actions en soutenant l'auteur présumé, le terroriste palestinien Abou Nidal. Dans le même temps, la Libye commença à installer des batteries de missiles sol-air SA-5 Gammon et des radars reçus de l'Union soviétique à la fin de 1985, afin de renforcer sa défense aérienne. La marine américaine contesta (comme depuis plusieurs années) les revendications libyennes sur le golfe de Syrte en franchissant ce qui est surnommée la « ligne de la mort ».
Après les attentats terroristes de Rome et de Vienne, la marine américaine lance plusieurs opérations de « liberté de navigation » dans la zone autour de la Libye, dans le cadre d'une opération intitulée Attain Document. Les deux premières parties de l’opération se déroulent du 26 au 30 janvier, puis du 12 au 15 février, sans incident. La troisième partie débute le 23 mars, par le déploiement tactique aéronaval de la sixième flotte américaine composé des porte-avions USS America, USS Coral Sea et USS Saratoga, en plus de cinq croiseurs, douze destroyers, six frégates, 250 avions et 27 000 personnels près du golfe. Les USS Detroit, USS Seattle, USS Savannah, USS Mount Baker et USNS Sirius forment le groupe de navires de ravitaillement en carburant, en munitions et en magasins de combat (nourriture et fournitures) approvisionnant l'ensemble du groupement tactique.
Les Coral Sea et Saratoga ont participé aux deux premières parties de l'opération, avant d'être rejoints par l'America à la mi-mars. Les porte-avions se sont dispersés sur une ligne est-ouest le long de la limite nord de la région d'information de vol (FIR) de Tripoli à environ 280 km au nord de la ligne de la mort. L'America a mené des opérations aériennes de minuit à midi, le Saratoga de midi à minuit et le Coral Sea de 05 h 30 à 18 h 30. La couverture réduite dans l’obscurité reflète les opérations aériennes nocturnes libyennes minimes observées au cours des deux premières parties de l’opération.
Auparavant, Mouammar Kadhafi avait menacé d'abattre ou de détruire des avions ou des navires américains franchissant la « ligne de la mort ». Selon le secrétaire d'État américain George P. Shultz, la position des États-Unis est très claire ; il n'y aura aucune restriction sur les mouvements navals américains dans les eaux internationales. En franchissant la « ligne de la mort », les forces américaines affirment leur droit de maintenir ouvertes les voies maritimes internationales et de « mener des exercices navals et aériens dans toutes les régions du globe ». Au cours des opérations menées en janvier et février 1986, la marine américaine intercepta 130 chasseurs libyens dans l’espace aérien au-dessus du golfe de Syrte, même si aucune des deux parties n’ouvrira le feu.

## Forces navales américaines
Le vice-amiral Frank Kelso (en) opère à bord du navire amiral USS Coronado (en),.

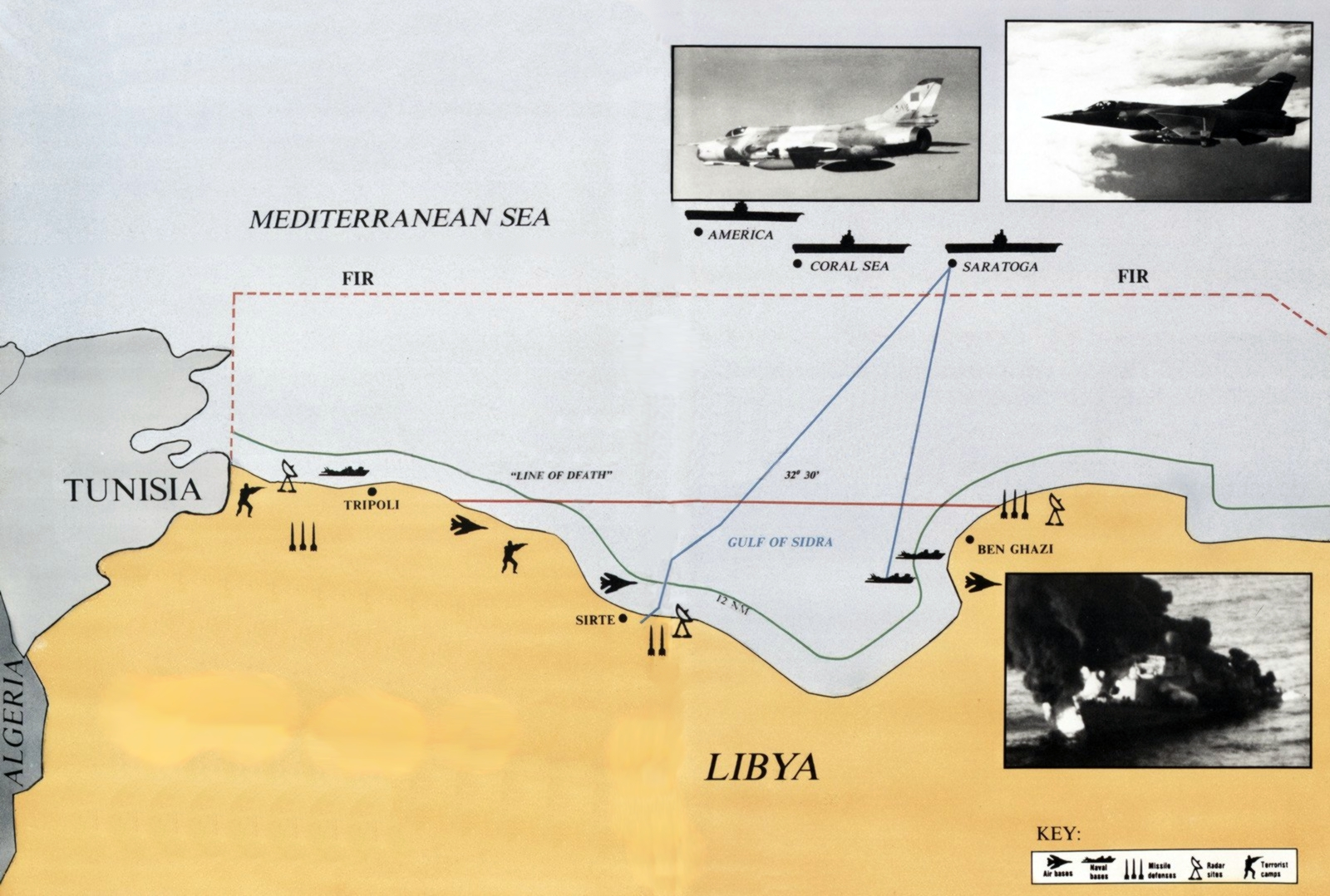
Opération Attain Document III en mars 1986.

Task Group 60.1 - Coral Sea Carrier Battle Group
USS Coral Sea (CV-43) - porte-avions
USS Yorktown (CG-48) - croiseur Aegis
USS Richmond K. Turner - croiseur lance-missiles
USS De Wert (FFG-45) - frégate lance-missiles
USS Beary - frégate
USS Paul - frégate
USS Ainsworth - frégate
USS Garcia - frégate
Task Group 60.2 - Saratoga Carrier Battle Group
USS Saratoga - porte-avions
USS Biddle - croiseur lance-missiles
USS Jack Williams - frégate lance-missiles
USS Capodanno - frégate
USS Jesse L. Brown - frégate
Task Group 60.3 - America Carrier Battle Group
USS America - porte-avions
USS Dale - croiseur lance-missiles
USS Farragut - destroyer à missiles guidés
USS King - destroyer à missiles guidés
USS Halyburton - frégate lance-missiles
USS Vreeland - frégate
USS Aylwin - frégate
USS Pharris - frégate
Task Group 60.5 - Surface Action Group
USS Ticonderoga - croiseur Aegis
USS Scott - destroyer à missiles guidés
USS Caron - destroyer

## Hostilités

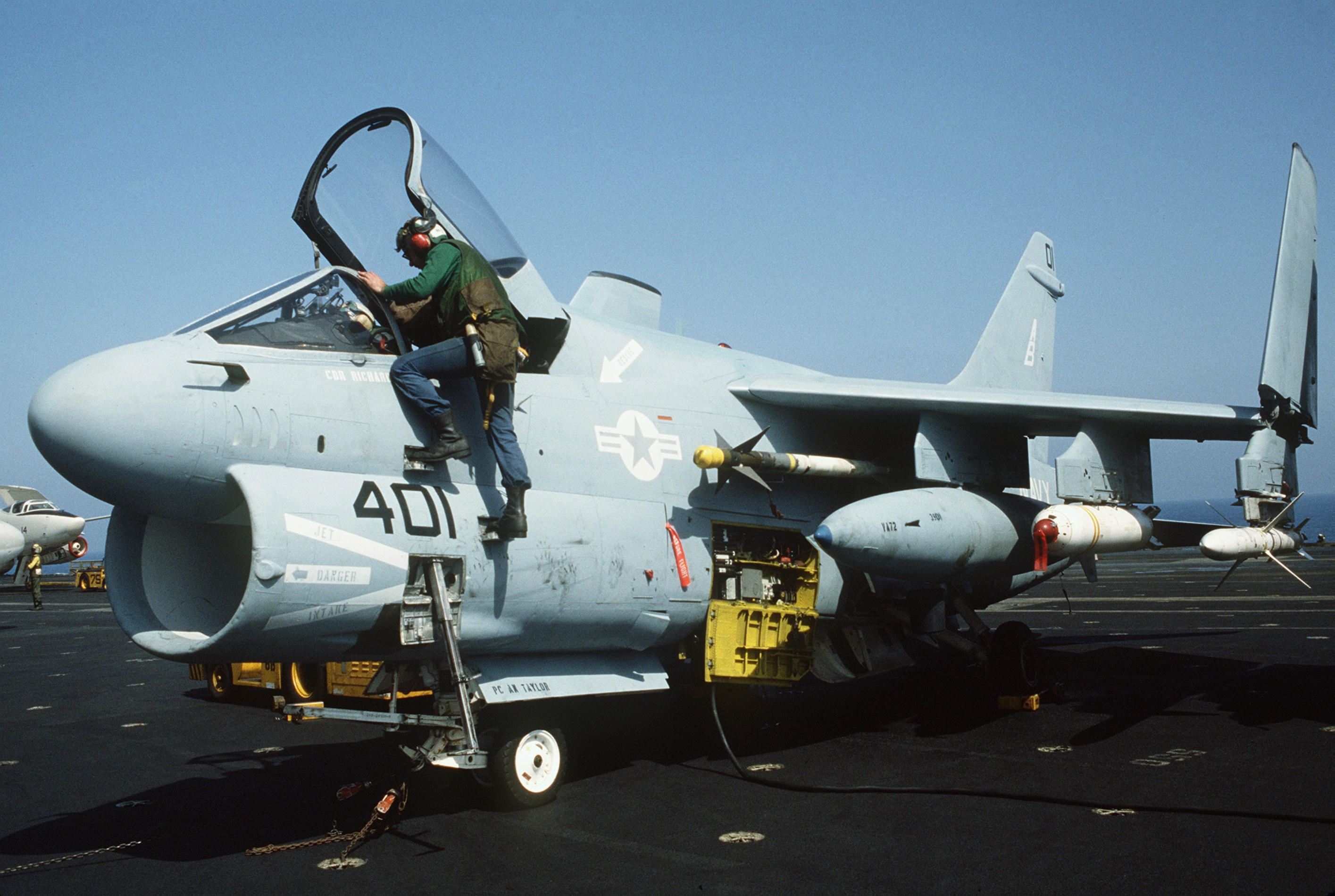
Un A-7 à bord de l'USS America lors d'opérations aériennes contre la Libye en 1986.

Le 23 mars 1986, les avions américains des trois porte-avions franchissent la « ligne de la mort » et commencent à opérer dans le golfe de Syrte.
Le 24 mars à 06 h 00, l'USS Ticonderoga, accompagné de deux destroyers, les USS Scott et USS Caron, se déplacent au sud de la « ligne », couverte par des avions de chasse. Une batterie de missiles libyennes près de Syrte lance deux missiles sol-air SA-5 « Gammon » de fabrication soviétique à 07 h 52, vers un F-14A Tomcats du VFA-102 (en) de l'America. Les missiles manquent leur cible et tombent sans danger dans la mer. Deux missiles SA-5 supplémentaires sont lancés à 13 h 52 vers des F-14 agissant comme Combat air patrol la plus au sud. Ces missiles sont brouillés par un EA-6B Prowler ; selon les Libyens et leurs instructeurs soviétiques ces deux missiles ont atteint leurs cibles, mais n'ont pas réussi à convaincre les renseignements soviétiques et Mikhaïl Gorbatchev.
Deux heures plus tard, deux MiG-25 Foxbat décollent de la base aérienne de Benina avec pour ordre d'intercepter et d'abattre certains chasseurs américains. Cependant, les avions libyens sont interceptés à 6 100 mètres d'altitude par deux F-14A américains du VF-33, après avoir été détectés par un E-2C Hawkeye de l'US Navy. Les Libyens commencent alors des manœuvres frontales agressives dans le but de se mettre en position de tir sur les deux F-14.
Le chef de l'escadre du F-14 allègue « des actions et des intentions hostiles excessives » qui conduira le commandant à bord de l'USS Saratoga de donner aux pilotes le signal « avertissement jaune, armes retenues » : les F-14 pourront ouvrir le feu si nécessaire. Un intense combat aérien s'ensuit, mais sans qu'aucun missile ne soit tiré. Les F-14 descendent ensuite à 1 500 mètres d'altitude (où ils obtiennent un net avantage sur les MiG-25) et se positionnent entre le soleil et les Libyens.
Les F-14 se mettent en position à six heures à l'arrière les MiG, verrouillent leurs cibles à l'aide d'un radar et acquièrent des tonalités AIM-9 Sidewinder, parés à abattre les avions libyens. Les MiG s'éloignent alors, semblant suivre une route de retour vers leur base. Cependant, l’un d’eux fait volte-face et se retourne contre les F-14. Le chef de l'escadre américain demande l'autorisation d'ouvrir le feu. Avant que l'autorisation puisse être accordée, le MiG-25 fait demi-tour et se dirige vers le sud.

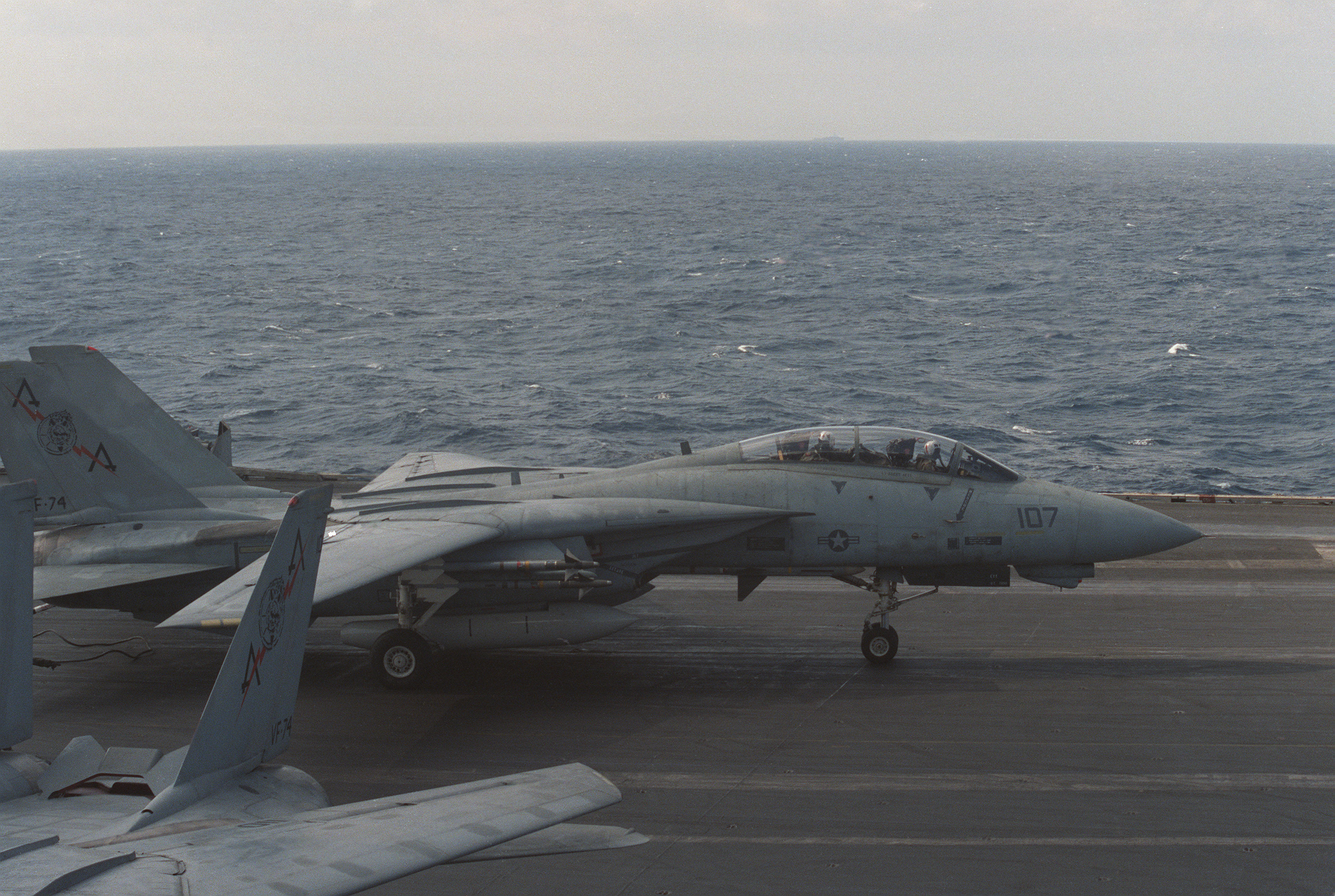
Un F-14 du VF-74 atterrissant sur l'USS Saratoga.

Plusieurs patrouilleurs libyens sont déployés vers le groupement tactique américain, provoquant la réponse des Américains qui déploient des avions. Lorsqu'un des patrouilleurs a pointé un avion américain avec son radar de conduite de tir, l'USS Richmond K. Turner, un destroyer leader de la classe Leahy (qui avait servi comme navire piquet radar anti-aérien défendant le flanc droit du groupe aéronaval) répond en tirant un missile Harpoon RGM-84. Celui-ci touche le navire libyen et provoque un incendie, nécessitant un remorquage jusqu'à Benghazi.
L'USS Saratoga lance un avion d'attaque A-7 Corsair II armé de missiles AGM-88 HARM de l'escadron d'attaque VA-83, un avion A-6 Intruder armé de missiles Harpoon et de bombes à fragmentation du VA-85 et des EA-6B du VAQ-132. L'USS America dispose des A-6E du VA-34 et des EA-6B de l'escadron VMAQ-2 du Corps des Marines des États-Unis et l'USS Coral Sea dispose des A-6E du VA-55 et des EA-6B du VAQ-135 dans les airs.
Ceux-ci sont soutenus par plusieurs avions de ravitaillement aérien E-2C, F-14A, F/A-18 Hornet et KA-6D. Les premières frappes aériennes ont lieu vers 19 h 26 lorsque deux A-6E TRAM du VA-34 localisent le patrouilleur de construction française Waheed. Le navire est touché par un missile Harpoon tiré par l'un des Grumman du VA-34, puis détruit par les Grumman du VA-85 à l'aide de bombes à fragmentation CBU-100.
Quarante minutes plus tard, des F-14A, F/A-18A, A-7E et EA-6B se dirigent vers le site SA-5 près de Syrte à basse altitude et grimpent soudainement, poussant les Libyens à activer leurs radars tout en lançant des missiles sur les avions signalés. Cela incite les A-7E à lancer plusieurs missiles HARM. La formation de frappe descend ensuite à 30 mètres au-dessus du niveau de la mer avant de faire demi-tour. Selon des documents et mémoires soviétiques déclassifiés publiés en 2001, l'un des missiles endommagea un radar Square Pair (5N62),.
Les A-6E du VA-86 et du VA-55 font demi-tour pour engager plusieurs bateaux lance-missiles libyens. Vers 21 h 55 (CET), deux A-6E du VA-55 attaquent la corvette Ain Zaquit (classe Nanuchka) qui se dirige vers l'USS Yorktown, incitant le porte-avion à déployer des missiles Harpoon, dont l'un touche l'Ain Zaquit, causant de lourds dégâts. Au même moment, le Yorktown tire deux missiles Harpoon sur une autre corvette libyenne (classe La Combattante IIa), la neutralisant.

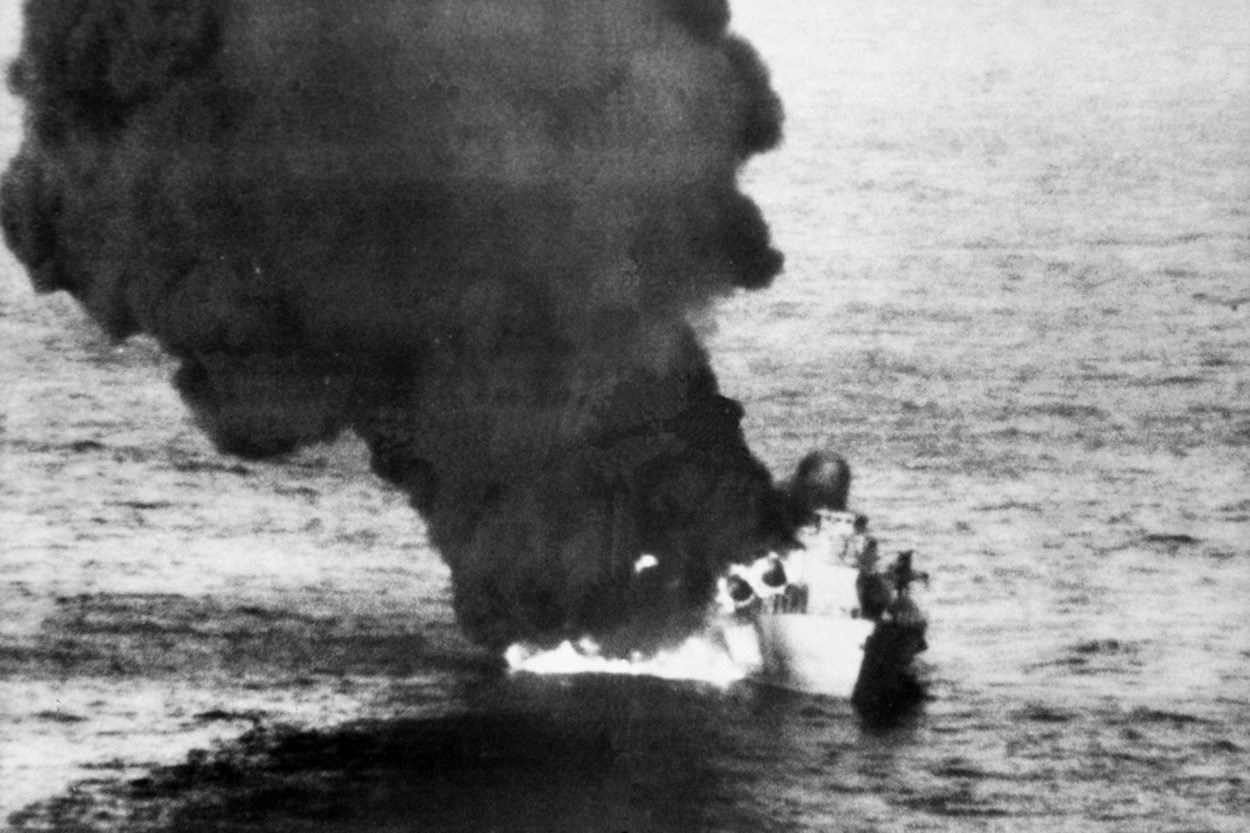
Corvette libyenne en feu près avoir tenté d'engager des forces américaines.

Vers minuit, les Libyens lancent plusieurs SA-2 Airlines et SA-5, cette fois sur les A-6E et A-7E américains, qui répondent en se dirigeant vers la côte. Les A-7E du VA-83 lancent des missiles HARM, désactivant plusieurs radars libyens. Trois autres SA-5 sont lancés depuis Syrte avec un seul SA-2 lancé près de Benghazi. À 07 h 30 (CET), une autre corvette libyenne de la classe Nanuchka est interceptée par des A-6E du VA-55 et neutralisée par des bombes CBU-100. La corvette sera ensuite coulée par un missile Harpoon lancé depuis un A-6E du VA-85.
L'opération s'est achevée après cette frappe sans aucune perte pour les Américains. 35 marins ont été tués et les Libyens ont subi des pertes matérielles inconnues.